# 烽火組
烽火組（Beacon Group）は、北朝鮮の主に30歳から40歳までの朝鮮労働党と朝鮮人民軍と内閣の上級官僚の子弟で構成されるグループ。

## 経歴
2000年初めに誕生したとされ、 2010年にワシントン・タイムズの報道が発覚し、その後広く知られるようになった。 当時、財務省は、偽造紙幣や麻薬を外国に流通させる犯罪行為に関与したと指摘した。 グループは、北朝鮮政府に権力を固めるために資金を提供するために、海外で金銭取引を行うために、すべての法的および違法な手段を使用しているとされる。通常は金正恩の周りで活動している。メンバーの大多数は金日成総合大学、平壌外国語大学などの出である。

## 主なメンバー
- 金正哲　　組長、金正日の次男、金正恩の兄（同母兄）
- 呉世鉉　　党作戦部長、軍総参謀長などを歴任した呉克烈の次男
- 金哲　　　軍保衛司令部、国家保衛相などを歴任した金元弘の長男
- 李一赫　　党国際部長、外相、駐スイス大使などを歴任した李洙墉の長男
- 姜泰成　　党書記、外務次官などを歴任した姜錫柱の長男
- 趙聖浩　　人民武力部長、軍総政治局長などを歴任した趙明禄の長男